# Maison de la radio et de la télévision de Samazan

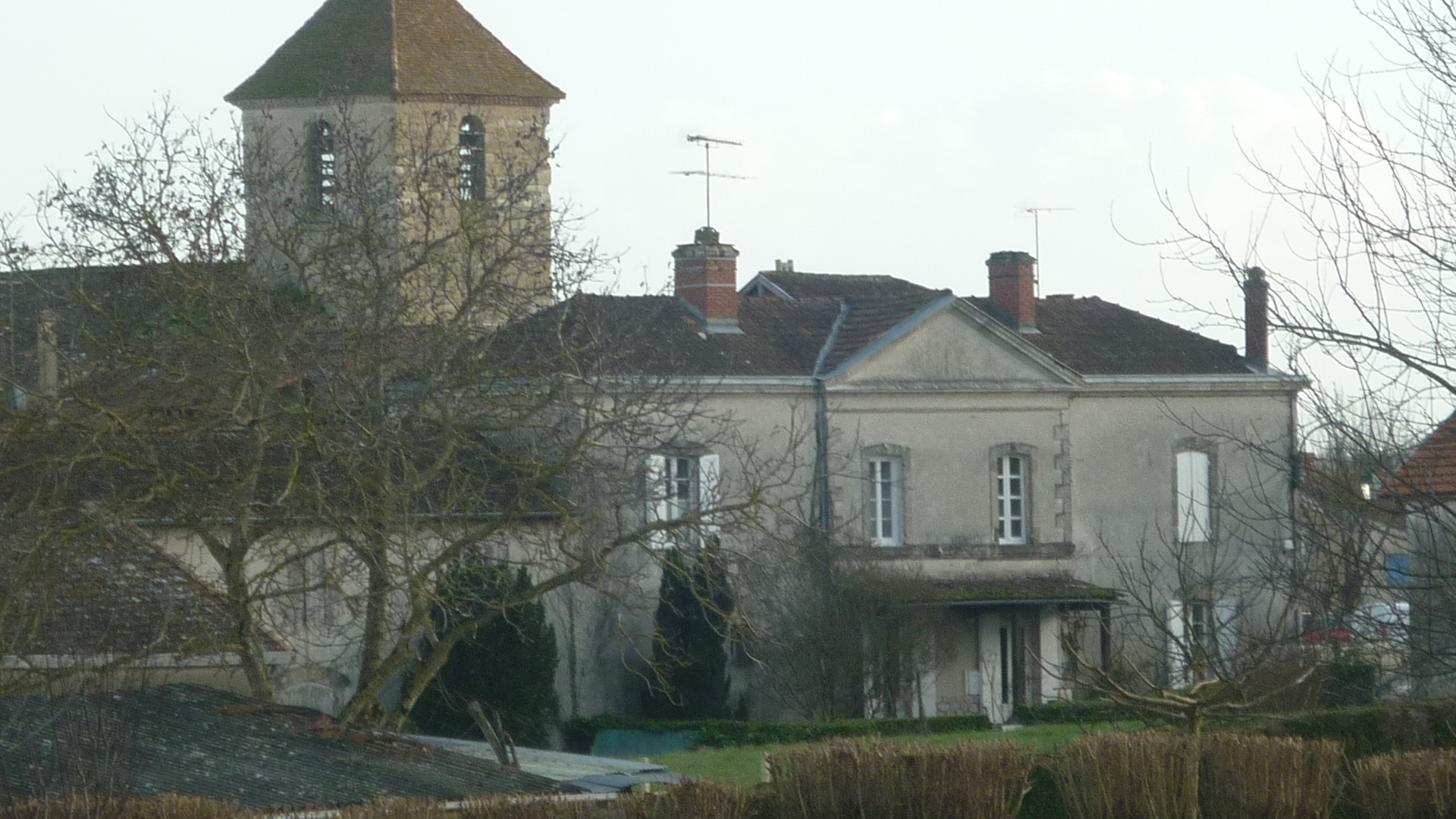
Siège TSF Network

La Maison de la radio et de la télévision est un musée, espace culturel et pédagogique consacré à l'histoire et à l'évolution de la radiophonie, de la télévision et des médias audiovisuels. Cette belle maison de caractère construite à la fin du XIXe siècle et située dans le village de Samazan (département de Lot-et-Garonne, région d'Aquitaine) accueille aussi le siège du Réseau Eurorégional de Radio et de Télévision Sans Frontières (TSF Network), le seul club transfrontalier franco-espagnol de médias audiovisuels.
La Maison de la radio et de la télévision propose aux visiteurs un voyage à travers l'histoire de la radio et de la télévision; la projection des documentaires thématiques; la visite à plusieurs expositions permanentes; Silence, on tourne ! (la découverte des éléments qui font possible l'enregistrement d'une émission audiovisuelle) et le Jeu des Présidents (l'aventure qui permet à chacun et chacune des visiteurs de jouer pour quelques minutes le rôle de président/e d'un pays et de s'adresser aux citoyens du monde entouré/e de caméras, de spots et d'un téléprompteur). La Maison de la Radio et de la Télévision est décorée comme une vraie maison afin que tous les objets et documents de la T.S.F. qu'on y montre fassent partie de l'ensemble et ne restent pas dans de vitrines.
À l'initiative de TSF Network, la Maison de la Radio et la Télévision propose des ateliers aux élèves des centres scolaires, des expositions thématiques aux passionnés de la radio et la télévision et des cours aux professionnels des médias audiovisuels. La Maison dispose aussi de la Bibliothèque Guglielmo Marconi.